# Марена меловая
Маре́на мелова́я (лат. Rubia cretacea) — вид двудольных цветковых растений рода Марена (Rubia) семейства Мареновые (Rubiaceae). Впервые описана российской учёной-ботаником Антониной Ивановной Поярковой в 1958 году.
Голоценовый реликт.

## Распространение и среда обитания
Эндемик Казахстана, распространённый в Арало-Каспийском регионе (Мугоджары, в том числе в районе реки Эмба, Устюрт).
Произрастает на склонах меловых холмов, в оврагах.

## Ботаническое описание
Многолетнее растение.
Корневище обычно сильно утолщённое в верхней части, ветвящееся, коричневато-фиолетового цвета.
Стебли крепкие, прямые, высотой 25—80 см, немногочисленны.
Листья голые, сизоватые, жилистые, собраны в мутовки по 3—4 в каждой; верхние листья продолговато-эллиптические, нижние — ланцетовидные.
Соцветие терминальный сложный зонтик с небольшим количеством цветков с желтоватым венчиком.
Плоды обычно одногнёздные, чёрного цвета.
Цветёт с мая по июнь, плодоносит в июле и августе.

## Природоохранная ситуация
Марена меловая занесена в Красную книгу Казахстана; ранее растение вносили также в Красную книгу СССР.